# Nokia 5140
Nokia 5140 este un telefon produs de compania Nokia. Este un telefon solid și învelit în cauciuc.
Caracteristicile includ mesagerie instantă, browser WAP 2.0, ceas cu alarmă, calendar, calculator, o listă de rezolvat, un notepad, un înregistrator de voce, un port infraroșu și suport pentru sincronizarea PC-ului prin wireless sau un cablu de date.
Are un termometru (atât în grade Celsius și Fahrenheit), cronometru, temporizator, metru decibelic și o lanternă mică. Mai are o busolă și bule de egalizare minusculă.
Are o aplicație Java numită Fitness Coach care permite înregistrarea timpul care le-ați exercitat, distanța parcursă și aproximativ câte caloriile arse.
Ecranul este CSTN de 1.5 inchi de 4096 culori cu rezoluția de 128 x 128 pixeli. Clientul de e-mail este o aplicație Java care suportă POP3/SMTP, funcționalitate de bază atașamentele de e-mail nu sunt acceptate.
Nokia 5140 este unul dintre primele telefoane care suportă tehnologia Push To Talk (PTT). Acesta oferă posibilitatea de a utiliza telefonul ca un Walkie Talkie, funcționează numai dacă operatorul suportă această funcție și dacă serviciul este activat.